# J. Hampton Moore

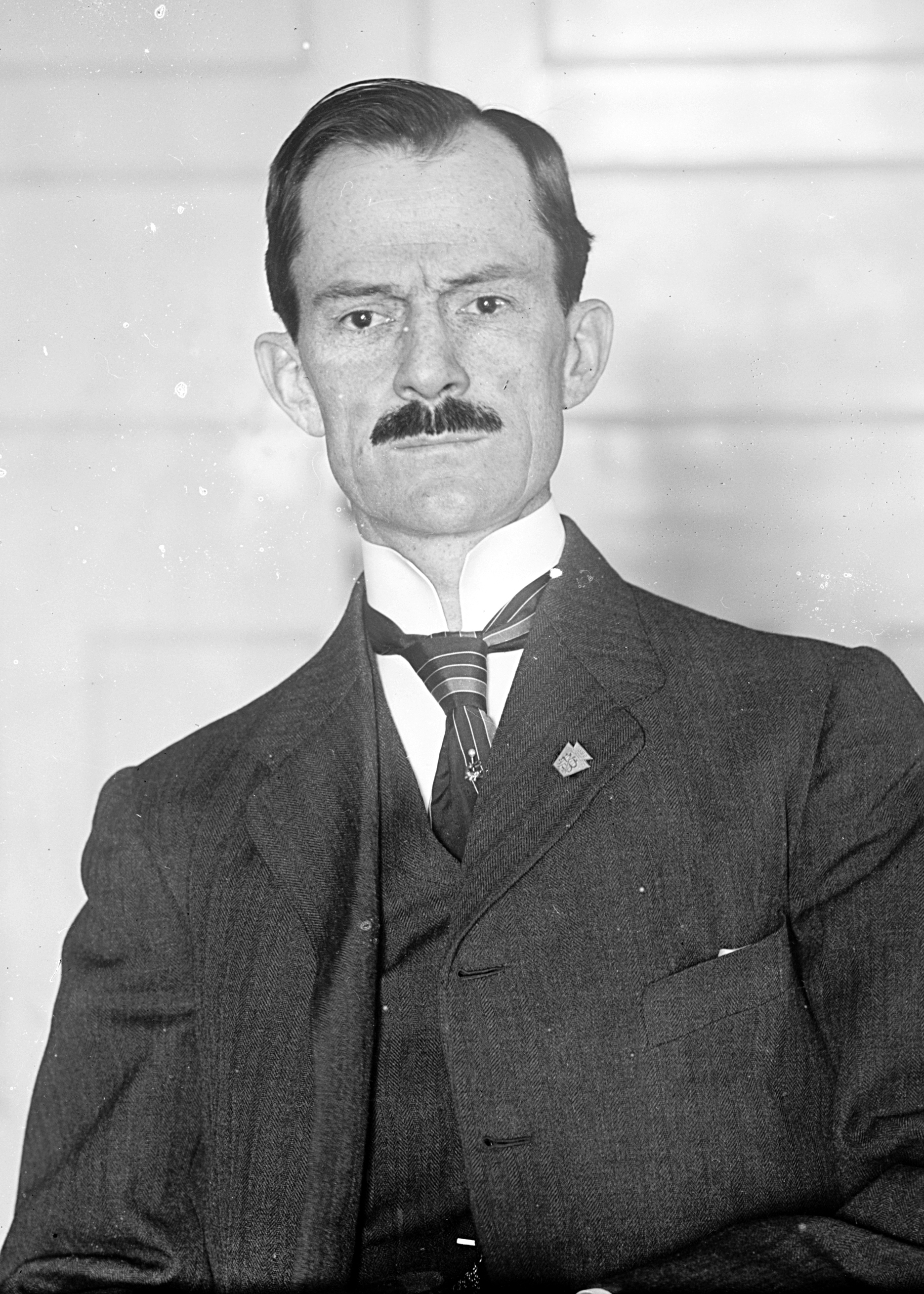
J. Hampton Moore

Joseph Hampton Moore (* 8. März 1864 in Woodbury, New Jersey; † 2. Mai 1950 in Philadelphia, Pennsylvania) war ein US-amerikanischer Politiker. Zwischen 1906 und 1920 vertrat er den Bundesstaat Pennsylvania im US-Repräsentantenhaus.

## Werdegang
J. Hampton Moore besuchte die öffentlichen Schulen seiner Heimat. Danach studierte er Jura. Zwischen 1881 und 1894 war er Zeitungsreporter. Von 1894 bis 1897 war er als Chief Clerk beim Stadtkämmerer von Philadelphia tätig und im Jahr 1900 war er Sekretär des damaligen Bürgermeisters dieser Stadt, Samuel Howell Ashbridge. Danach fungierte er von 1901 bis 1903 selbst als Stadtkämmerer. Moore war Mitglied der Republikanischen Partei und in einigen regionalen Parteiorganisationen in Philadelphia und auf Staatsebene engagiert. Zwischen Januar und Juni 1905 war er beim Handels- und Arbeitsministerium der Vereinigten Staaten als Abteilungsleiter für das Handwerk tätig. Zwischenzeitlich wurde er auch Präsident eines in Philadelphia ansässigen Konzerns. Von 1907 bis 1947 war er Präsident der Atlantic Deeper Waterways Association.
Im Jahr 1906 wurde Moore bei einer Nachwahl im dritten Wahlbezirk von Pennsylvania in das US-Repräsentantenhaus gewählt, wo er am 6. November 1906 sein neues Mandat antrat. Nach sieben Wiederwahlen konnte er bis zu seinem Rücktritt am 4. Januar 1920 im Kongress verbleiben. In diese Zeit fiel unter anderem der Erste Weltkrieg. Außerdem wurden der 16., der 17. und der 18. Verfassungszusatz ratifiziert.
Im Juni 1920 nahm Moore als Delegierter an der Republican National Convention in Chicago teil, auf der Warren G. Harding als Präsidentschaftskandidat nominiert wurde. Zwischen 1920 und 1923 amtierte er erstmals als Bürgermeister von Philadelphia. Im Jahr 1926 war er amerikanischer Delegierter auf einer internationalen Schifffahrtskonferenz in Kairo. Von 1932 bis 1935 war er nochmals Bürgermeister von Philadelphia. Danach ist er politisch nicht mehr in Erscheinung getreten. Er starb am 2. Mai 1950 in Philadelphia.